# Wilhelm Grothe
Wilhelm Grothe (* 5. Oktober 1830 in Berlin; † 13. Februar 1892) war ein deutscher Schriftsteller, Schauspieler und Verlagsbuchhändler. Er war ein Vertreter des Renaissancismus.

## Leben und Werke
Wilhelm Grothe, Sohn eines Schuldirektors, studierte Geschichte und Philologie. Er war von 1860 bis 1862 Gesellschafter von Richard Sandrog & Co. und ab 1863 der Besitzer des Unternehmens Wilh. Grothe sowie ab 1867 Besitzer von Wilh. Grothe's Sortiment. Unter anderem schrieb er eine Borgia-Trilogie; über das Theater verfasste er mehrere Schriften in der Reihe Aus dem Reiche der Lampen und der Schminke.
Julia Ilgner schlug zur Kategorisierung seiner epischen Geschichtsdichtung den Begriff „Renaissanceromane“ vor. Sein Cesare Borgia als Vertreter der Panitalia-Idee in Der Herzog von Valentinois sei anspielungsreich bezüglich der deutschen Verhältnisse in den 1860er Jahren.
Grothe war ein Vielschreiber:
1861 veröffentlichte er Schwert und Kapuze oder König Wenzeslav und die Seinen, Nordlands-Sagen und Erbachau. Aus dem Leben eines Dichters, 1862 kam der Roman Nebel und Sonnenschein heraus. Aus dem Jahr 1863 stammt der Novellenband Was mein Auge sah und mein Ohr hörte. 1864 erschienen der Roman Ein Dämon und die Sage Schildhorn und Teufelssee, 1865 kam Onkel Dickchen heraus, 1866 der komische Roman Komödiantenstreiche.
Er veröffentlichte 1867 Kinder des Papstes. Aus demselben Jahr stammt der historische Roman Der Herzog von Valentinois ebenso wie Theolog und Komödiant. 1868 kamen Bühnenlust und Schauspielerleid sowie Frauenhaß und Frauenliebe heraus, 1869 Glanz und Fall.
1876 veröffentlichte er Kinder des Glückes, 1877 Belladonna, 1878 folgte Das Schwert des Rebellen oder Die Rose von Geyersberg oder Ritterstolz und Bauernknechtschaft. 1880 kam Barholomäus Blume. Der Bürgermeister von Marienburg heraus, 1881 Unter dem geflügelten Löwen, 1882 wurde sein historischer Roman Russische Rebellen veröffentlicht.
Ferner publizierte er mehrere dramatische Werke: Im Jahr 1874 kam Richelieu heraus, 1875 Zambo und Strafford. 
1883 wurde in München Grothes Libretto zu der Oper Sangeskönig Hiarne und Das Tyrsingschwert gedruckt. Die Musik stammte von Heinrich Marschner. Die Uraufführung fand am 13. September 1863 im Frankfurter Nationaltheater statt.
Offenbar ohne Jahresangabe, aber wohl um 1862, erschien Clara Liedtke, ein Erinnerungsblatt für die 1862 verstorbene Schauspielerin Clara Stich.